# Max Aréna
La Max Aréna est une patinoire de Skalica en Slovaquie. Elle ouvre en 1969.
Elle accueille principalement le club de hockey sur glace du HK 36 Skalica.